# Colònia neerlandesa de Ceilan
La colònia neerlandesa de Ceilan va existir de 1656 a 1795. La colònia estava administrava per una companyia privada sobirana i d'ella depenia en major o menor grau una part del país que estava administrat per reis singalesos (inicialment com a reis aliats però amb plena independència, però després de 1766 foren reis protegits) mentre la resta era domini d'administració directa de la Companyia Neerlandesa de les Índies Orientals, principalment els assentaments de la costa.

## Establiment dels neerlandesos a Colombo i Jaffna
El 12 de maig de 1656 els neerlandesos entraven a Colombo seguint a la rendició portuguesa després d'una resistència extraordinària.
El gener de 1657 la flota portuguesa que sortia de Goa es va trobar amb els neerlandesos i es van lliurar tres combats navals. El 1658 una flota dels Països Baixos, manada per Ryckloff Van Goens es va presentar a Tuticorin i va sotmetre els establiments portuguesos pesquers de la costa. Al cap d'unes setmanes una força de 3000 europeus, bandanesos i singalesos de Colombo van desembarcar a Mannar, seu ara del govern portuguès de Ceilan dirigit per António do Amaral de Meneses; després d'una breu resistència el gruix dels portuguesos va creuar cap a terra ferma i va fugir cap a Jaffna. El fort de Manar es va rendir el 22 de febrer.
Els neerlandesos van creuar a Mantota i van començar a avançar cap a Jaffna arribant a Chundikuli, a 3 km del fort de Nostra Senyora dels Miracles, sense trobar oposició. Allí unes empallissades bloquejaven la ruta el que va demorar l'avanç uns dies. Els habitants es van refugiar darreres les muralles del fort. El 20 de març va començar l'atac; la fam va començar aviat i a més es va declarar una epidèmia. Als tres mesos la pólvora s'havia acabat i els cossos dels morts contaminaven les fonts. La resistència no es podia allargar i el 22 de juny els defensors es van rendir; els soldats van poder sortir amb honor però totes les propietats dels portuguesos i aliats foren confiscades. Els soldats, manats per Gaspar Figueira fou enviada al seu país després de ser tots regirats a fons; la plaça fou saquejada metòdicament.
Una conspiració contra els neerlandesos fou descoberta a Jaffna i 14 conspiradors foren condemnats a mort i van ser executats; altres condemnats van patir terribles tortures i la mort per escampar terror entre la població; un jesuïta fou decapitat i onze penjats. El 20 de novembre de 1658 fou establert com dia d'acció de gràcies per les victòries obtingudes sobre els portuguesos i suplicar a Déu per futures ajudes. El maig de 1659 es va establir una guarnició a l'antiga església portuguesa de Kalpitiya que controlava el comerç amb el port de Puttalam.

## Extensió del domini neerlandès
La Companyia de les Índies Orientals va estendre el seu domini cap al sud entre el Maha Oya i el Walawe Ganga, amb tot el districte (disawani) de Matara i la major part dels disawanis de Sabaragamuwa, Quatre Korales i Set Korales, antigament domini directe del regne de Kotte. Per terra les fronteres amb el regne eren marcades pels forts de Sitawaka, Anguruwatota i Katuwana; al nord dominaven tot el regne de Jaffna o Jaffnapatnam, incloent i estenent-se fins a Trincomalee, si bé l'autoritat sobre la regió de Vanni només era reconeguda vagament; el riu Bentara marcava el límit amb els districtes singalesos; la part nord fou assignada al disawa de Hulftsdorp, als afores del fort de Colombo, i els districtes del sud al comandant de Galle, al qual el disawa de Matara estava subordinat; el comandant de Jaffna va agafar preeminència i va ser considerat segon després del governador que vivia a Colombo, i que al seu torn depenia del governador de Jakarta. El governador de Colombo estava assistit per un consell polític dels alts oficials; hi havia sis classes de servei civil i unes juntes per l'administració de justícia i per la difusió de la religió cristiana. Es van establir orfenats per pobres.

## Situació de l'illa
El país havia quedat despoblat entre Negombo i el Walawe Ganga; els camps havien estat abandonats i les preses i els canals destruïts i les grans reserves d'aigua no servien; moltes poblacions van quedar cobertes per la selva; a la costa sud els camins estaven infestats d'elefants; la població del sud no excedia de 350.000 persones si bé el districte de Galle estava en millor situació que Colombo; la població a Jaffna era d'uns 120.000 habitants. Milers d'esclaus tàmils del sud de l'Índia foren portats per la companyia per ser utilitzats en els cultius d'arròs. Els neerlandesos es van dedicar a millorar la situació de la població abans fins i tot de reforçar la fortalesa de Colombo. Es va reparar l'embassament de Kattakarai, que abastia la província de Mantota. El riu Muslai encara no podia servir pel reg i els tàmils de la península es van establir com a cultivadors a Punaryn. El bestiar havia mort en gran part per malalties o per al consum dels soldats europeus i va caldre importar de l'Índia. Els neerlandesos van intentar industries (la seda importada de Bengala per exemple cotó de Coromandel) i van començar cultius sistemàtics de l'indi o blavet (que existia de manera salvatge); el tabac de fora fou gravat per protegir la indústria local. La seca local va emetre considerable quantitat de monedes de coure. la justícia es va establir de manera acurada i en gran part deixada en mans de singalesos. Al nord els oficials portuguesos foren substituïts per tàmils o quatre mudaliyars foren posats al front de les quatre províncies de la península; la costum tàmil (Thesawalamai) fou mantinguda com a base per les decisions legals amb la llei neerlandesa com a supletòria. Els lascarins foren uns dos mil, i se'ls va deixar a les terres de Badawedili (avui Accommodessan) sota les ordres d'un disawa de nom Pierre du Pon, que residia a Colombo i era responsable dels militars de fora el fort, manteniment de camins, assecament de pantans i en general pel benestar del districte. Es van fer liberals cessions de terres als burgher, els colons europeus lliures que no estaven al servei de la Companyia, i els van concedir drets de lliure comerç; a més tenien preferència pels càrrecs sobre els natius i el monopoli d'obrir botigues (amb exclusió dels seus rivals musulmans, dels que es va prohibir l'establiment al país de nous membres d'aquesta comunitat). Degut a l'abundància de matrimonis de soldats neerlandesos amb dones singaleses va obligar a limitar aquestes unions.

## Situació del paísWannii delsveddehs
L'exèrcit es va augmentar a dos mil europeus a més dels natius. Els caps wannies van seguir pagant tribut (en elefants) però un d'ells, el més important, Kaila Wannia de Panangaman, no va obeir la crida de Van Goen a comparèixer i va haver de rebre un tracte especial; també els veddehs (veïns dels wannies) van rebre un tractament força amable.

## Tensió amb el regne singalès
El port de Kottiar oferia facilitats per reparacions de vaixells com cap altre port a la zona. Des del 1658 la Companyia Anglesa de les Índies Orientals rebia informes aconsellant l'establiment d'una factoria a Kalpitiya i això es va reforçar per l'acord de juny de 1661 que regulava el matrimoni de Carles II amb la infanta de Portugal: si alguna de les parts recuperava Ceilan, Colombo retornaria a Portugal i Galle a Anglaterra, mentre el comerç de canyella seria dividit entre els dos estats; la companyia a més va enviar emissaris a Raja Sinha II per establir una factoria per participar del comerç de la canyella, i el rei va rebre aquestes peticions de manera favorable. Els neerlandesos van enviar forces a Kottiar (que es van haver de retirar a causa de una malaltia) i van planejar fortificar Punta Pedro. Entre 1660 i 1664 Adriaan van der Meyden i Ryklof van Goens es van alternar al govern (excepte uns mesos de 1563-1564)

## Conspiració contra Raja Sinha II
El 1664 ambaixadors de Portugal i Anglaterra van visitar al rei de Kandy o Uda Rata (ara rei de Sinhala) per demanar l'alliberament dels presoners europeus que eren gairebé tots anglesos. El rei era a Nilambe i va accedir a alliberar-los i després els va oferir passar al seu servei. Mentre s'estava preparant un complot contra la vida del rei que volia proclamar rei al seu fill; la nit del 21 de desembre (dia en que havien estat alliberats els presoners anglesos) a Nilambe 200 soldats singalesos es van revoltar i van matar a la guàrdia reial; els rebels van ocupar el palau però no es van atrevir a atacar al rei i l'endemà aquest amb els seus fidels i els elefants va poder fugir cap a la plaça forta de Galuda a Hanguranketa a uns 20 km més enllà. Els amotinats, el nombre dels quals havia augmentat força, es va dirigir a Senkadagala, on vivia el príncep i la reina i es van emportar amb ells als anglesos, als quals van intentar atreure sense èxit. Els rebels van declarar deposat a Raja Sinha II, van detenir ambaixadors i ciutadans estrangers; el príncep fou proclamar rei a la seva cambra (si bé el príncep es va mostrar contrari). El 25 de desembre estava planejat atacar Hanguranketa però aquell dia el príncep i la germana del rei van fugir i es van reunir amb el rei; els rebels es van enfonsar, alguns es van començar a enfrontar entre ells i finalment un gran cap es va declarar pel rei i es va apoderar de la capital en el seu nom. El rei va poder recuperar ràpidament el control. La repressió fou sagnant i el riu baixava ple de cadàvers. El príncep va desaparèixer i la seva sort no fou coneguda.

## Temporal millora de relacions
El 1665 el rei va permetre als neerlandesos establir-se a part del districte de Sabaragamuwa i dels de Tres i Quatre Korales; un fort fou construït a Ruwanella i l'església portuguesa de Sabaragamuga fou fortificada. El setembre de 1665 du Pon va marxar a Trincomalee davant el rumor de que els anglesos volien ocupar la plaça i va construir un fort allí. El govern de Jakarta dubtava d'estendre els dominis de la Companyia però la insistència de Van Goens ho va fer possible; a més va insistir en fortificar Kalpitiya i Negombo i recomanava ocupar Chilaw (que estava en mans del rei). Els neerlandesos van oferir regals al rei. El novembre de 1665 el rei va enviar una carta a Van Goens en la que va agrair als neerlandesos els seus serveis contra els portuguesos. El rei havia prohibit no obstant el comerç amb la Companyia. La selva havia crescut i cobert fins i tot les rutes entre províncies de manera que només quedaven estrets passatges que eren tancats i vigilats per portes amb espines anomenades Kadawatu. El poble estava descontent, la popularitat del rei es va esvair i un complot va intentar enverinar al rei (el complot fou avortat i castigat amb terrible severitat).

## Conflicte amb els anglesos
La Companyia va començar l'explotació de perles sota direcció de Van der Laan. Als ingressos en això es va afegir la captura de 96 elefants (juliol) que foren venuts també amb bons beneficis. Al mateix temps el cultiu d'arròs s'estenia. Problemes interns dels anglesos a la Presidència de Madràs que van durar fins al 1669 van allunyar el perill d'aquests (si bé el rei de Ceilan va enviar emissaris a Madràs el 1667 però els neerlandesos els van interceptar).

## Conflicte amb França
Francois Carron que havia conquerit Negombo el 1643 al servei dels Països Baixos, havia passat ara al servei de França i era director de la Companyia Francesa de les Índies Orientals (fundada el 1664); pretenia establir-se a Ceilan i Carron va escriure a Raja Sinha II anunciant l'enviament d'un emissari. L'ocupació neerlandesa d'Arandora (teatre de lluites anteriorment contra els portuguesos) va molestar al rei que va enviar forces que va rebutjar als neerlandesos cap al disawani de Sabaragamuwa. La companyia neerlandesa no volia embarcar-se en guerres (el país estava en guerra amb Anglaterra) i ja tenien alguns problemes a l'Índia del sud.

## Guerra amb Anglaterra
En un moment en què la flota d'els Països Baixos va cremar la flota anglesa ancorada a Chatham (1668) la Companyia es va preparar per les represàlies i el seu resident la crema de la marina de guerra del rei Carles a Chatham, la Companyia es va preparar per veure al seu cap de residents, Hendrik van Rheede, obligat a pagar tribut, els seus jutges castigats i multats pel Maniagar (el cap administratiu anglès a la zona, derivat de manager), i els neerlandesos castigats. Es va fer un intent de comprar a les autoritats, però van Rheede, que va ser enviat amb un valuós regal, fou tractat amb la major injúria. Diversos membres de la seva missió van ser colpejats, la bandera de la companyia va ser arrossegada en el fang, no hi va haver cap resposta ni cap audiència de comiat. L'actitud de submissió de la Companyia va augmentar l'arrogància del Maniagar, i després de les pesques de 1668 el cap Patangatyn de Mannar va ser detingut, colpejat i espoliat dels seus diners. Els pous de Tuticorin van ser col·locats sota vigilància i els neerlandesos i els cristians privats de l'aigua. la Companyia va perdre tota activitat comercial i es va convertit en objecte de burla al llarg de la costa.
Les autoritats de Colombo però, no van fer res, només van suplicar als seus agents per complir amb totes les exigències; com a conseqüències noves sol·licituds van ser fetes per la pesca i una força armada va amenaçar Tuticorin. Els bussejadors es van alarmar; no hi havia pesca des de 1659. La Companyia no va tenir altre remei que lluitar. El 1670 es van concedir alguns drets de desembarcament als anglesos a Colombo i Galle, però a l'octubre van atacar i ocupar el fort d'Arandora. Els neerlandesos van tancar els ports de Batticaloa, Kottiar i Kalpitiya. El rei va restar inactiu i quan els neerlandesos li van enviar al ambaixador Hendrik Draak el 1663 el va detenir i va morir i van tardar a enviar una nova ambaixada fins que un militar de nom Henricus van Bystervelt es va atrevir el 1671. Tot i que el rei havia fet front a un nou intent d'enverinament, fou afable amb els neerlandesos i Bystervelt fou nomenat mohottiar del rei.

## Guerra amb França i Anglaterra
Mentrestant una terrible tempesta s'havia abatut sobre les Províncies Unides i amenaçava la seva pròpia existència. Lluís XIV tenia signat un tractat secret signat a Dover el maig de 1670 per aliar-se amb Carles II d'Anglaterra, i va declarar la guerra a la República; però els neerlandesos, dirigits pel jove Guillem d'Orange, es va enfrontar al perill amb l'indomable coratge que sempre l'havia caracteritzat. En març 1672 una gran flota francesa comandada per l'Almirall de la Haye, amb qui estava l'inquiet François Carron, va aparèixer a Trincomalee, i es van apoderar d'una illa a l'entrada del port interior. A continuació, es va enviar una ambaixada a la Cort i va ser rebut per Raja Sinha II, qui va cedir tota la badia dels francesos, amb la qual cosa l'Almirall va ocupar Kottiar que els neerlandesos havien abandonat. Una flota d'aquests últims va aparèixer en escena, mentre que les tropes del rei es reunien al llarg de la costa. Però una epidèmia va esclatar entre els neerlandesos que van abandonar la zona el 9 de juliol deixant guarnició a Kottiar que no obstant es va haver de rendir als neerlandesos i amb dificultats va poder escapar a Coromandel. Abans de sortir els francesos van enviar a la cort del rei un ambaixador, el hugonot comte de Lanarolle, que no va tenir un comportament adequat i fou arrestat. Finalment al cap d'uns mesos fou alliberat, perdonat i nomenat mohattala i es va casar amb una singalesa; la seva descendència encara viu a l'illa.

## Guerra oberta contra el regne de Kandy
Els neerlandesos van reforçar algunes guarnicions i hi va haver algunes lluites al sud però Raja Sinha II va romandre aturat fins 1675. L'abril d'aquest any Van Goens va deixar el govern al seu fill Van Goen de Jonge (el Jove) nascut a Batàvia. Només quatre mesos més tard un exèrcit singalès va aparèixer davant el fort de la companyia a Bibilegama, que fou assetjat; van tallar els subministraments i l'aigua i finalment van conquerir el fort i 90 neerlandesos i 4 canons van quedar a mans del rei. Els singalesos amenaçaven Ruwanella. Els soldats de Clement Magellian, un valent i hàbil soldatenviat al korale de Beligal, van desertar durant un combat i va morir i el seu cos presentat com a trofeu al rei. La seva mort fou una gran pèrdua per la Companyia.
Tennekon, Disawa de Set Korales, era prop de Kalpitiya amb els seus homes. Al sud el disawani de Matara estava amenaçat des de Sabaragamuwa. Batticaloa estava en revolta i Aripo, posició clau per la defensa de les pesqueries de perles, estava amenaçada per Kayla Wannia aliat a Tennekon. Les guarnicions neerlandeses es van retirar corrent dels llocs amenaçats.

## Breu revolta de Ambanwela Rala
Un suposat fill del germà del rei, Wijaya Pala, príncep de Matale, que havia estat actuant a Set Korales amb el nom de Ambanwela Rala, va perdre el inicial favor reial i es va retirar a Colombo on fou ben rebut pels neerlandesos que el van mantenir uns anys i davant els fets que ara passaven van decidir utilitzar-lo. Emissaris foren enviats a Set Korales per provocar un moviment al seu favor i distreure l'atenció del rei. El governador de Batàvia va enviar un ultimàtum al rei per evacuar tots els districtes ocupats, alliberar els neerlandesos capturats i tornar a l'aliança amb els Països Baixos. Un ambaixador fou enviat a la cort i també Tennekon va entrar en correspondència secreta amb els neerlandesos i el 30 d'octubre de 1673 va desertat cap a Colombo amb la seva família i 300 dels seus homes; però un mes després Ambanwela Rala va canviar de bàndol i es va passar al rei.

## Submissió dels wannies
La mort de Dom Felipe, el principal cap dels wannies, va portar al capdavant a un nou cap que fou nomenat sense cap indicació ni referència del govern de Jaffna. Una expedició enviada pels neerlandesos va fer retornar als caps a la obediència. Fou en aquells temps (vers 1675) quan l'alemany Paulus Hermann de Halle, un metge al servei de la companyia i mestre de botànica, va iniciar les activitat botàniques europees a Ceilan.

## Govern de Pyl
El juliol de 1678 va acabar el conflicte amb França amb el tractat de Nimega. A final de 1680 Rijcklof Van Goens de Jonge (de 37 anys) va cedir el govern a Laurens Pyl, el comandant de Jaffnapatam, i va marxar a l'Índia. La negativa dels neerlandesos a entregar Colombo a Raja Sinha II impedia la pau permanent amb els singalesos. Els neerlandesos van decidir ocupar Allauwa i Arandora i tot el país baix, mentre era atacada Chilaw per mar. Tennekon tenia part destacada en això junt amb un altre renegat, Punchi Appuhami de Wikeliya, que havia estat nomenat disawa de Ruhuna i de part de Matara.
Quan forces singaleses van retornar a les zones de frontera les guarnicions avançades es van retirar altre cop i els forts de Hanwella i Kalutara reforçats. Els singalesos van prendre possessió d'alguns korales. Pyl va adoptar una actitud conciliadora i va comunicar al rei que la Companyia havia actuat malament retenint Colombo i que tota l'illa pertanyia al rei i els neerlandesos només estaven allí per assistir al rei i es considerava governador de Colombo en nom del rei. Això va portar a un alliberament de presoners neerlandesos per part del rei que foren conduïts a Colombo per l' adigar reial, Aswala Rala. Mentre Hendrik Adriaan Van Rheede havia estat nomenat Alt Comissionat per les Índies i Pyl va anar a entrevistar-se amb ell a Nagapatnam. Van Rheede venia decidit a fer concessions i a l'agost Pyl va oferir als ambaixadors del rei restaurar tot el territori ocupat des de 1665; els ambaixadors van declarar no estar autoritzats pel rei per acceptar o rebutjar.

## Mort de Raja Sinha II
El rei mentre veia arribar la seva fi i es va reunir amb els seus ministres a Hanguranketa, i els va presentar un fill que havia mantingut en secret, de nom Mahastana, al que va declarar el seu hereu; tot i la incredulitat dels ministres, li van haver de jurar fidelitat. El rei va morir el 25 de novembre de 1687; el 10 de desembre següent ambaixadors reials van arribar a Colombo per anunciar la successió de Mahastana al tron amb el nom de Vimaladharmasurya II. Aquest va alliberar presos i va anunciar que tenia intenció de estar en bones relacions amb Pyl.

## Nova política del nou rei
Aviat de fet van començar converses i molts habitants de les terres baixes van anar a la cort del rei i van rebre càrrecs i distincions; els neerlandesos van evacuar les muntanyes Korales i els Tres Korales que tot seguit van passar al regne. Els budistes es reunien sovint a Mulgiri Gala, un temple al nord-est de Matara on es creia que estaven enterrats Adam i Eva. A la zona neerlandesa principalment, al disawani de Colombo, hi havia 25.000 cristians però molts no eren practicants sincers; la resta eren budistes i el rei va demanar la restauració de les dàgobes del territori neerlandès o llibertat de religió a tota l'illa. El 1692 el rei va demanar el retorn de tot el territori neerlandès excepte els forts de la costa, el que semblava que havia de portar a la guerra; els neerlandesos van al·legar que les terres les tenien per cessió de Portugal (que les havien rebut per donació del rei Dharmapala) i no del rei de Kandy, i es van mostrar decidits a resistir. Els singalesos no van emprendre cap acció ofensiva.

## Govern de Van Rhee
Pyl va transferir el govern a Thomas Van Rhee (febrer de 1692) que ja servia a l'illa, el qual va aconseguir mantenir l'administració dels territoris controvertits per cinc anys sense gaires problemes. El comerç de canyella, reviscolat el 1690, va arribar a produir excedents. La casta dels chàlies es va declarar pel rei i es van traslladar als seus dominis però el rei els va ordenar retornar.
Una greu sequera que va durar tot el 1694 i el 1695 va causar molta dificultat als habitants i pèrdues a la Companyia. Només els comerç d'elefants van poder continuar i va donar beneficis tot i les dificultats de mantenir als elefants capturats. Fins i tot finalment fins a l'exportació de cocos es va aturar i l'oli de coco que es necessitava es va haver d'importar de Malabar. Poc abans d'aquest temps els neerlandesos es van adonar del poder que estaven adquirint el wellales, casta de grans comerciants liderats per Dom Felipe Changarapillai, que fou arrestat per ordre del governador Pyl i enviat a Colombo però va poder escapar cap a Nagapatnam, retornant després amb més poder; sota Van Rhee es va donar suport a una altra casta, els Madapallys (que era una casta tàmil), i els wellales es van aliar als wannies, cada cop més descontents de la influència de la Companyia. Una revolta dirigida pel fill de Felipe Changarapillai (el pare havia mort) el 1696 fou aturada amb el reconeixement d'aquest rebel com a cap de la casta, el regal d'un cavall i el d'un para-sol. També el 1696 Kalpitiya i Kottiar foren obertes als comerciants indis. Els forts de Batticaloa i Trincomalee foren al mateix temps convertides en petits llocs d'avançada. Els vaixells europeus foren prohibits als ports de la Companyia excepte per re-avituallar-se. Un vaixell de la Companyia fou posat al servei del rei per recollir sacerdots a l'Arakan. Aquesta actitud prudent de la Companyia, que va seguir molts anys, va permetre viure en pau durant tot el regnat de Vimaladharmasurya II.

## Governs de De Heere i Simonsoon
El 1697 Van Rhee va deixar el govern a Gerrit de Heere, que va seguir la política pactista i pacifista ja iniciada; va morir el 1702 en el càrrec i al cap de poc temps fou nomenat governador Cornelis Johann Simonsoon que era vicepresident de la cort suprema de justícia de Jakarta, format en una universitat neerlandesa. Claas Isaaksz fou nomenat disawa de Jaffna del que depenien dotze mudaliyars tàmils tots els quals portaven el títol portuguès de Dom. El 4 de juny de 1707 la compilació de lleis tàmil (Thesawalamai) fou adoptat com a codi de lleis del país tàmil sense no obstant abolir les 66 lleis i ordres neerlandeses que el 1704 foren declarades vigents.

## Successió reial
El maig de 1707 el rei Vimaladharmasurya II va pelegrinar al Samanala Kanda per adorar la petjada de buda oferint al santuari un para-sol de plata; el rei va morir poc després, el 4 de juny de 1707 amb gran pesar popular i el va succeir el seu fill Sri Vira Parakrama Narendra Sinha o escurçat a Vira Narendra Sinha, de 17 anys; es deia que era de caràcter violent. Poc després (novembre de 1707) Hendrick Becker, que ja havia servit en càrrecs inferior a Ceilan, va substituir Simonsoon al govern a Colombo. Es van tancar altre cop alguns ports al comerç indi mentre el Thever concedia permís per establir una guarnició a Paumben per vigilar als vaixells europeus.

## Govern de Becker
El govern de Becker va durar 9 anys i en ells es va mantenir la pau amb el rei Vira Narendra Sinha. El comerç i l'agricultura es van incrementar i es va viure una notable prosperitat amb expansió de la població sobretot al nord. La companyia va agafar el monopoli de la sal mentre el cultiu de canyella fou millorat i el mateix rei va cooperar prohibint destruir plantes de canyella. Els elefants eren portats a Jaffna per ser venuts amb permís del rei. En canvi les pesqueries de perles es van aturar sense afectar la prosperitat general.

## Conspiració contra el rei
Narendra Sinha no era popular i sota la direcció de Kiriwavule Rala es va preparar un complot per deposar-lo i substituir-lo per un tal Pattiye Bandara, suposat membre de la família reial. Però el ministre Rammalaka Rala va tenir notícies del complot i va avisar el rei que va poder fugir a Udawatu Kele a través del riu Udugoda. Els conspiradors el van buscar sense èxit i qual finalment el van trobar van caure en un parany dels habitants de la zona que els van fer presoners; tots foren condemnats a mort i Pattiye Bandara fou capturat a Talavinna i mort a trets pels veddehs.
Poc després els neerlandesos van enviar com ambaixador a la cort reial a De Bevere, que va tenir un comportament maleducat i prepotent; quan l'ambaixador va tornar a Colombo fou arrestat i el governador va demanar excuses al rei que va decidir oblidar l'incident. Una conspiració de dos caps wannies que demanaven ajut al rei, fou avortada pels neerlandesos i les terres dels conspiradors expropiades. Per prevenir noves conspiracions es va erigir un fort a Mullativo (Mullaitivu) (1715). El 1716 Becker fou substituït per Isaac Augustin Rumpf, un membre del servei local.

## Govern de Rumpf
El rei estava descontent de les restriccions de comerç dels singalesos i el camí (kadawatu) cap al territori de la companyia fou tancat. Llavors va demanar lliure comerç a Puttalam però els neerlandesos van al·legar que no estaven autoritzats pel govern del seu país. Els més afectats foren els musulmans de Kilakarai, que van decidir desembarcar a la costa nord de Kudiramalai, un lloc molt reverenciat pels mariners per la tomba d'un sant un lloc que permetia obrir comunicacions amb els territoris reials; els neerlandesos van haver de reforçar les seves forces militars; un intent de pescar perles a Chilaw, amb permís del rei, fou aturat i quan es van presentar tropes reials també es van enviar soldats neerlandesos, sense arribar a enfrontar-se.
El 1721 Rumpf va anunciar que l'exercici econòmic era el millor dels neerlandesos des de la conquesta de Galle el 1640. L'any següent es van reprendre les pesques de perles i es va repetir els següents quatre anys; en canvi la canyella no va poder ser cultivada el 1723 per una revolta de la casta dels chàlies, els quals es van negar a treballar i van demanar ajut al rei, però com que aquest no va poder fer res, els neerlandesos van aconseguir forçar als chàlies a tornar a la feina amb menys privilegis. Rumpf va morir el juny de 1723 i després d'una interinitat de Arnold Moll, a primers de 1724 va agafar el govern Johannes Hertenberg que no obstant va morir el 19 d'octubre de 1725 i es va produir una nova interinitat amb Jan Paulus Schagen que va durar fins al setembre de 1726 quan va prendre possessió el nou governador Petrus Vuyst, natiu de Jakarta (fill d'un neerlandès) i de 30 anys.

## Govern de Vuyst
El govern de Vuyst (1726-1729) fou deplorable. Només agafar el poder, el càrrec li va pujar al cap. Com que el rei de Ceilan volia mantenir la pau, Vuyst va dirigir la seva ira contra oficials civils i militars i va acabar amb assassinats i tortures. Batàvia se'n va assabentar i va enviar a Stephanus Versluys com a substitut; aquest a arribar l'agost de 1729 i va fer arrestar a Vuyst, que fou carregat de cadenes i jutjat; fou condemnat a ser decapitat i el seu cos esquarterat i cremat, tirant-se les cendres a la mar.

## Govern de Versylus
Versluys fou enviat especialment per restaurar l'ordre i administrar justícia amb els que havien estat víctimes de Vuyst. Però aviat es va enfrontar als oficials locals. Una inundació que va afectar Jaffna el 1726 va ser seguida per una fam i una epidèmia; el preu de l'arròs es va disparar. Versylus fou destituït finalment el 1732 i havia de el govern al comandant de Galle, Diederik Van Domburg, però va decidir entregar-lo al de Jaffna Gualterus Woutersz, i quan Van Domburg va arribar a Colombo es va trobar el fort tancat. Va enviar missatges a Batàvia que va decidir enviar un comissionat, Jacob Christian Pielat. Durant tot aquest temps les relacions amb la cort reial van seguir amistoses tot i les queixes pel tancament de ports que li feia mantenir tancar l'accés (kadawatu) al regne. El rei va rebre diversos obsequis però va tenir un gran disgust quan en un accident (1731) els seus magatzems a Hanguranketa es van cremar i els tresors d'or i plata que contenien es van perdre. El rei generalment residia a Kundasala.

## Govern de Pielat
El 1734 els neerlandesos van demanar al rei d'obrir la kadawatu, però el rei va declarar que no ho podia fer fins que el comerç a Puttalam fos lliure. Això va provocar agitació i fins i tot prop de Colombo hi van haver disturbis i el poble es declarava a favor del rei. Els incidents més greus foren al Korale de Siyane on va haver d'actuar l'exèrcit. Molts van fugir a territori del rei, que els va donar terres i els va permetre establir-se al seu regne; els que després van tornar no van ser castigats a petició del propi rei. La justícia estava aleshores en un estat lamentable, molts oficials no eren honestos, i els procediments tenien irregularitats, retards i negligències. Pielat finalment va deixar el govern el 1734 al comandant de Galle, Diederik van Domburg, que el va ocupar fins a la seva mort el 1736.

## Revolta en temps de Van Domburg
La revolta va començar per un conflicte dels treballadors als Set Korales. El descontentament es va estendre als treballadors de Galle i Matara i no es va poder fer la collita. El conflictes es va anar agreujant i al cap de poc temps tot el territori al nord del riu Bentara estava en revolta. El jardí de cafè de la Companyia a Peliyagoda fou destruït i els stocks de la companyia als magatzems buidats; els lascarins de vigilància foren fet presoners. Un destacament de soldats va ser enviat a la zona i va tenir un enfrontament a Malwana. El consell no obstant va decidir concedir les demandes dels amotinats i la majoria d'aquests van retornar a les seves cases als districtes de Siyane, Hewagam i Salpiti Korales que estaven sota protecció del rei, però una part va seguir lluitant. La situació va provocar l'enviament de 300 soldats malais cap a Batavia. La situació als districtes de Matara i Galle empitjorava cada dia i una força militar fou enviada a Attanagalla; el disawa de Tres Korales i Quatre Korales, Lewke Rala, es va posar al costat dels rebels i va atacar als neerlandesos als que va capturar dos canons i els van fer fugir cap a Malwana i després cap a Colombo i forçats a retirar-se fins a Peliyagoda, a uns 5 km del castell de Colombo. El consell va decidir enviar una ambaixada amb regals pel rei. Fou en aquest moment que Van Domburg, que no havia sortit de Galle en tot el seu govern, va morir (7 de juny) i després d'una breu interinitat de Jan Macaré (període en el qual el governador i el consell van demanar ajut insistentment a Batàvia), el juliol va arribar el successor Gustaaf Willem Baron Van Imhoff.

## Govern de Van Imhoff
Vanlmhoff va agafar el control de manera ferma. Va pacificar als treballadors rebels; va desterrar a Tuticorin al mudaliyar Navaratna (fill de Basnayaka) i va aconseguir del rei una declaració contra els rebels (tot i que el rei els va acollir als seus dominis). El 1738 els neerlandesos li van enviar una ambaixada amb valuosos regals (1738) i com que estava malalt se li va enviar un metge. Finalment el rei, popularment conegut per Kundasala pel nom del seu lloc de residència, va morir el 13 de maig de 1739 obrint una crisis de successió.

## Crisis successòria
La seva esposa (la Ran Doliya) era Udumale Devi, filla de Pitti Nayak de la casta Wadegai, i segons la costum, després el rei s'havia casat amb dues germanes de Udumale Devi, però cap de les tres li va donar fills al rei. Aquest va designar hereu al seu cunyat (conegut com a príncep Hanguranketa pel seu lloc de residència) que va ser proclamat successor. Això no era acceptable per tothom. El rei tenia un altre dona, la Yakada Doliya, una goigama, amb la que tenia un fill de nom Unambuwe Bandara, que va reclamar el tron; a més hi havia gelosies entre els cortesans que temien que Unambuwe cedís part de la seva autoritat a la família. La situació de dubtes es va allargar un any i finalment la voluntat del difunt va prevaldre i el cunyat fou proclamat amb el nom de Sri Wijaya Raja Sinha. Unambuwa va poder restar a la cort sense ser molestat.

## Governadors neerlandesos de 1740 a 1751
A Van Imhoff fou succeït per Willem Maurits Bruyninck (1740-1742), Daniel Overbeck (1742-1743) i Julius Valentyn Stein van Gollenesse (1743-1751) que van tenir governs tranquils però no van tenir l'habilitat d'aquell. Van Gollenesse fou nomenat director general a Batàvia el març de 1751 i llavors va arribar Gerard Joan Vreeland que va morir a l'any següent i va exercir interinament uns mesos Jacob de Jong fins que el setembre de 1752 va arribar el nou governador Joan Gideon Loten. El rei s'havia cansat de demanar l'obertura de Puttalam o reclamava ara la restauració de Trincomalee, cosa al que els neerlandesos no estaven disposats. Tots els singalesos, tant els que vivien en territori del rei com de la Companyia, reconeixien al rei com el seu sobirà i això intranquil·litzava als neerlandesos.
Des de la mort del nayak de Madura el 1732 el país havia caigut en mans de les faccions i el 1743 l'estat fou ocupat i entregat al nabab d'Arcot, aliat dels britànics, que tenia residència a Trichinopoly. El rei de Ceilan es va casar amb una princesa de la dinastia Nayak, filla de Narenappa Nayak que probablement era un poligar (noble) i la seva família es va instal·lar a l'illa. Els ministres més influent eren Lewke Rala, del clan Para Rata de Quatre Korales, i Mampitiya Rala, governador de Sabaragamuwa. Tal com volia el poble la religió budista va ser restaurada en tota la seva força.
Un incident es va desenvolupar amb Narenappa Nayak pel tancament al comerç d'alguns ports, que es va haver d'arranjar amb dificultats. Finalment Narenappa va tornar al seu país per la mort de la seva esposa. Després van seguir vagues del xàlies, instigats pel rei; els wannies favorables al rei van atacar territoris de la Companyia a Musali i hi va haver altres enfrontaments; establiments de la companyia a Trincomalee foren cremats. La situació es va calmar però les relacions entre el rei i la Companyia eren tenses. Finalment el 1747 la Companyia va fer regals al rei i li va deixar un vaixell per una ambaixada a Siam. Aquell mateix any el rei es va casar per segona vegada. La ambaixada neerlandesa fou ben rebuda, però a l'agost, amb l'ambaixador encara allí, el rei es va posar malalt i va morir el dia 11. El rei no tenia fills però la reina tenia dos germans; el gran d'aquests tenia 16 anys i havia estat designat hereu i els ministres el van acceptar, mantenint però el poder efectiu (principalment Lewke Rala) fins a la majoria del rei el 1751 que fou coronat com Kirti Sri Raja Sinha. Lewke Rala, el principal ministre, era favorable a la Companyia.
El 1749 el rei fou casat amb la filla de Nadukattu Sami Nayaker, i un vaixell de la companyia la va portar a Ceilan, junt amb diversos parents. El rei va esdevenir un fervent budista. El festival del Esala Perahera de Kandy fou celebrat amb gran pompa amb participació del propi rei. El 1750 es va enviar una ambaixada a Siam que va sortir de Trincomalee però després de superar amb dificultats una turmenta va quedar aturada 6 mesos a Batàvia per vents adversos fins que va poder arribar on fou molt ben rebuda. El 1751 Lewke va morir sobtadament i el va succeir Dumbara Rala.

## Govern de Loften
Loften no fou afortunat en la seva administració. Una plaga va assolar el país. El maig de 1755 un cicló va destrossar les plantacions principals. L'economia de l'illa se'n va ressentir i el descontentament popular va augmentar; el governador va tenir enfrontaments amb l'administrador Hoofd, supervisor del comerç de la Companyia, que finalment fou destituït del seu càrrec. Les pesqueries de perles, aturades des de 1732, es van reprendre a partir de 1746 per una anys però com a concessions a privats. El rei va enviar vaixells per fer valer els seus drets però es van retirar sense cap incident i uns anys després les pesqueries es van aturar. Per aquest temps el rei va demanar al governador participar en els beneficis de la venda d'elefants; el govern va donar llargues però el rei va insistir i encara va afegir la permanent petició d'obrir el port de Puttalam i finalment els neerlandesos van decidir rebutjar fermament.

## Govern de Schreuder
A començaments de 1757 (març) Jan Schreuder, un alemany d'Hamburg de carrera militar, va arribar com a successor de Loten. Fou ell el que va comunicar el refús de les peticions del rei. No obstant els neerlandesos foren poc opressius i el seu govern anava encaminat a aconseguir els majors beneficis pels accionistes de la companyia. Aquesta preferia pels llocs claus als europeus i treballaven per ella gent de totes les nacionalitats d'Europa; els nascuts a Europa eren europeus, els nascuts a l'illa "pústies" i els fills d'aquests "càsties" (ja considerats natius); els fill mixtes (europeu i asiàtica) eren anomenats mestici: hi havia també els tupasses, descendents d'esclaus alliberats. Per cobrir els llocs hi havia bastant de nepotisme. L'administració es va millorar amb el nomenament d'un mudaliyar per cada korale (comarca) a càrrec dels lascarins locals i un supervisor de rendes (anomenat Korale Vidane), amb uns ajudants (anomenats Atu Koralas). Els antics mudaliyars havien desaparegut i a meitat de segle només en quedaven dos i les seves terres havien anat revertint a la Companyia. El nombre de lascarins fou reduït i per exemple al disawani de Colombo només en van quedar 105.
El cultiu de cafè a Java va augmentar molt al primer quart de segle i el preu va caure i a Ceilan es va haver de desencoratjar aquest cultiu, però la guerra a Java de 1741 a 1758 va fer caure altre cop la producció i Schreuder va ordenar reprendre el cultiu a l'illa. Hi va haver escassetat de cardamom, que provenia gairebé tot dels terrenys del regne i als anys cinquanta es va intentar cultivar-lo a territori sota domini de la Companyia però davant el problema que causaven les formigues blanques, el 1757 es va posar fi al intent. La pebre estava sent cultivada fins al 1750 quan la sequera va damnar les plantacions i sota Schreuder es va tornar a una producció més elevada. S'havia establert la prohibició de matrimonis de cristians i budistes però en ser poc efectiva el 1760 es van establir càstigs seriosos. Per aquesta època es va produir una revolta de la població singalesa que patia les conseqüències dels desastres naturals. Durant mesos el país va estar en mans d'esvalotadors que van cremar escoles i cases (incloent la Landraad House a Galle); els xàlies van cremar la collita de canyella i van fugir a territori del rei. A la fi de 1760 la situació havia millorat, ja que el rei no podia donar cap suport als rebels perquè tenia els seus propis problemes com veurem després.

## Kirti Sri Raja Sinha
Kirti Sri Raja Sinha es va casar a més de amb la seva primera muller, amb dues princeses més, les filles de Gabbedature Nayak i de Rama Nayak, els parents de les quals es van establir a la cort; els malabars van suplantar el poder dels ministres singalesos que encara que van romandre al seu lloc van perdre influència. El més influent Nayak fou Narenappa Nayak. Mampitiya Rala, governador de Sabaragamuwa, ara vell i cec, conservava influència del rei, el qual no tenia fills, va agafar com a Yokada Doliya (una dona secundària) a la neta de Mampitiya i filla del difunt Bintenne Disawa amb la que va tenir un fill i dues filles, i per la qual el rei va mostrar una gran passió, reforçant la posició del avi. Dambara Rala de Tres Korales era el noble més proper als neerlandesos. Com que el rei volia evitar qualsevol conflicte amb els neerlandesos els anomenava "lleials neerlandesos, guardians de la costa"
El rei tenia dos germans, el petit nascut a Ceilan, amb els que es portava molt be i van rebre la consideració de sub-reis amb permís per usar el para-sol reial. També els dos eren favorables al budisme. A final de 1760 es preparava una conspiració contra el rei, potser instigada per Colombo o simplement pels cortesans malcontents, que planejava matar-lo i posar al tron a un jove príncep suposat membre de la família reial, que era sacerdot a Siam. Gopala Mudiyanse, d'una família musulmana de metges de Quatre Korales ja notable sota els portuguesos, que havia tingut informació de Galegoda Rala, va informar al rei, que va poder avortar el complot; el segon adigar Samanakoddy i tres conspiradors més foren executats a Ampitiya; entre els possibles còmplices hi havia el Sangha Raja (cap dels sacerdots), el Tibbatuwawa i el Maha Nayaka de Malwatta, posats sota arrest o allunyats. Gopala Mudiyanse va rebre les terres del conspirador Moladanda Rala, i Pilima Talauwa fou nomenat segon adigar; Galegoda va succeir a Ehelepola a la mort d'aquest. Narenappa Nayak va actuar amb molta energia i va contribuir a superar el moment.

## El rei se suma a la rebel·lió
Acusant del complot a la Companyia, el rei es va posar al costat dels rebels i el 1761 homes armats van travessar la frontera. La Companyia volia evitar la guerra, ja que els seus homes armats, encara que enviats d'Europa, mai havien fet anar un mosquetó. Colombo fou atacada pel sud per Palingupana Rala de Uva i Dom Constantyn Ekanayaka (el pare i avi del qual havien estat mudaliyars i adigars de Matara, i que tenien molta influència en les famílies dels Wijayawardhana i els Tennekon, es va passar al rei; el fort de Matara fou assaltat i la guarnició passada per l'espasa; l'artilleria fou capturada; però al sortir de Matara foren sorpresos per una força neerlandesa enviada cuita-corrents per mar i dispersats. Altres rebels van atacar Kalutara. Dumbara Rala al seu torn va atacar Hanwella que fou assaltada i només dos oficials es van salvat sent fets presoners; tots els districtes de la rodalia foren ocupats en nom del rei i Colombo va quedar assetjada.
Els neerlandesos van demanar ajut a l'Índia i foren enviats vaixells des de Malabar i Coromandel i es va decidir atacar al rei dins de les seves fronteres. Els singalesos no tenien la força dels neerlandesos però podien fer una guerra de guerrilles molt efectiva. Els neerlandesos poc experimentats van anar perdent homes. A la nit els magatzems i equipaments s'havien perdut i una quarta part de l'exèrcit havia estat posada fora de joc i els sobrevivents es van retirar corrent. Jakarta va ordenar signar la pau a qualsevol preu. El rei no volia seguir amb la guerra i així fou possible signar un armistici. El governador general de l'Índia neerlandesa, Petrus Albertus van der Parra, havia pres possessió del seu càrrec feia poc; el rei li va enviar una carta que va arribar a Colombo el 8 de desembre de 1761; els ambaixadors foren molt ben rebuts però el rei no retirava les seves peticions.

## Govern de Von Eck
Schreuder va deixar el càrrec el març de 1762 i poc després va assolir el govern Lubbert Jan baró van Eck, considerat un valent soldat. El rei va demanar ajut al nabab del Carnàtic que va refusar. Una petició als agents de la Companyia Britànica de les Índies Orientals a Fort Saint George va tenir millor acollida i el 18 de maig de 1762 un membre del Consell de la Companyia, Pybus, es va presentar a Gannoruwa, procedent de Kottiar, per parlar amb el rei. El 24 de maig fou rebut pel rei. La negociació que va seguir a l'audiència, no va tenir resultats. La guerra seguia i tot i les instruccions que s'enviaven des dels Països Baixos, com que el rei no pensava retornar les terres ocupades, la guerra fou inevitable. Chilaw i Puttalam foren atacades per mar i ocupades i el 1763 un fort exèrcit va envair el regne per terra amb el suport d'un cos de musulmans locals ben pagats. Les pluges van fer inútil l'expedició i l'avanç era gairebé impossible; les provisions es van esgotar i les municions anaven curtes; la avantguarda va poder arribar a les muntanyes on foren rebutjats amb fortes pèrdues i reunits amb la resta van retirar-se cap a Colombo.
Amb més cura es va preparar una nova expedició; els wànnies de Katuku1am Pattu i de Kottiar es van declarar a favor de la Companyia. 200 homes van ocupar la badia de Venloos i forces natives foren organitzades. Un notable local, Illangakon, exiliat al Cap, fou cridat a Ceilan i va acceptar posar-se al costat dels neerlandesos com a Maha Mudaliyar. El 13 de gener de 1765 es va iniciar la marxa dees de Colombo; les forces incloïen un cos de malais; un segon exèrcit va sortir de Puttalam. El 12 de febrer un grup de singalesos fou derrotat i es va ocupar Weuda. Va circular el rumor d'una traïció al rei que va enviar ambaixadors, però els neerlandesos no es van aturar; van arribar al pas de Galagedera que fou ocupat i el 16 de febrer van arribar als jardins reials de Kutagastota a la riba del Mahaweli. Van Eck ja va anunciar que el regne havia estat conquerit i que els singalesos no tenien més opció que rendir-se. El rei va oferir termes molt avantatjosos per la pau que no van ser acceptades per Johan Gerard van Angelbeek, el secretari polític, i sota el seu consell Van Eck va exigir al rei compensacions una indemnització de guerra de 200.000 pagodes, un tribut anual d'elefants i ser coronat altre cop com a vassall de la Companyia; això fou rebutjat pel rei; la relíquia de la Dent fou amagada i la família i els tresors reials posats en seguretat en llocs que s'havien preparat per un cas així. Els presoners neerlandesos (als que no podien emportar-se ni volien alliberar) van ser executats; el rei va abandonar Kandy i es va retirar a Hanguranketa. Els neerlandesos van travessar el riu i Van Eck es va establir al palau reial que fou saquejat; després va seguir el palau de Kundasala o el 24 de febrer 900 homes foren enviats a Hanguranketa a perseguir al rei, el qual es va retirar cap a les muntanyes fins a Badulla; el palau fou saquejat com els altres i després van començar a retornar a Colombo. Però en el camí de tornada cada racó fou una emboscada, les fletxes i pedres queien de tot arreu i els neerlandesos es van dispersar, perdent la meitat dels homes. Van Eck va reconèixer el seu error i va escriure al rei acceptant ara els termes de pau que abans els singalesos havien ofert, però les cartes (fins a tres) foren retornades sense llegir. Els neerlandesos van començar a matar gent i cremar i destruir tot el possible, amb especial els temples.
El 4 de març una epidèmia es va declarar entre els neerlandesos; la Dent Sagrada estava fora de l'abast de Van Eck però es va emportar la karanduwa de plata i la howdah daurada en record de la seva pírrica victòria; el camí estava ple d'enemics però van poder arribar a Set Korales per una via poc coneguda revelada per Dassanayaka, el mudaliyar del Hapitigam Korale. La guarnició de 1800 homes va quedar sota el comandament de Feber fins l'arribada de Marten Rein (un sastre que havia estat designat comandant) i Van Eck va tornar a Colombo; el 13 de maig de 1765, que estava força deprimit, va morir sobtadament, és possible que per suïcidi; el vell servidor de la Companyia, Anthony Mooyaart, que era a Jaffnapatam, va ser cridat per assolir el govern interí a Colombo. Mentre de Feber amb una part de la guarnició es va retirar fins a Eisinawaya i Rein va quedar amb la resta aïllat al cor del territori enemic i aviat va quedar rodejat i les seves forces derrotades prop de Sitawaka l'11 d'abril de 1765; la resta quasi tots van morir de malaltia i manca de menjar en els següents mesos.

## Govern de Falck
Iman Willem Falck, de 29 anys i nascut a Colombo el 1736, va arribar l'agost com a governador; la seva mare era filla d'un governador de Malaca i era nascuda a Semarang; s'havia educat a Utrecht i va demostrar ser un dels més hàbils administradors del país. Immediatament va començar a negociar amb la cort singalesa (10 d'agost) però pressionant per la pau amb amenaces: va fer circular el rumor que el rei seria deposat i que ja s'havia pensat en el successor; es va bloquejar l'arribada de sal al regne i els Tres, Quatre i Set Korales foren assolats; la guarnició de Trincomalee va avançar fins a Bintenne i una altra força manada pel major Dufio, va ocupar Matale (on hi havia fam) cremant el palau del rei allí; un depòsit de 15000 sacs de sal-pètria amagats en una cova foren destruïts. Però al mateix temps Falck va adoptar una actitud conciliadora retornant la karanduwa de plata i la howdah d'or; els que encara quedaven vius prop de Sitawaka, van poder tornar a Colombo i cinc comissionats foren rebuts a Hanguranketa per tractar de la pau; aquestes foren portades per Van Angelbeek i Godfried Leonard de Coste (disawa de Colombo) i van culminar amb la signatura del tractat de Colombo el 14 de febrer de 1766.

## El regne sota protectorat
Aquest tractat, de 25 articles, confirmava la sobirania de la Companyia sobre els districtes que tenia abans de la guerra; el rei cedia tots els districtes de la costa que tenia abans de la guerra fins a 1 gowwa cap al interior, pagant la recaptació de la zona al rei. Els territoris ocupats durant la guerra eren retornats al rei que era reconegut com a sobirà de tots els singalesos de l'illa inclosos els de les terres de la Companyia. També s'establien diversos acords sobre sal, canyella, vori, pebre, cardamoms, cafè, areques i cera; s'establien igualment acords comercials, subministraments a Trincomalee i Batticaloa (sobretot de fusta), intercanvi de presoners, lliurament d'esclaus fugitius i extradició de criminals. La Companyia es comprometia a protegir el regne contra tota agressió exterior i no podia fer acords amb poders exteriors perjudicials pel regne; el rei no podia fer tractats amb estats europeus o prínceps indis i havia d'entregar a tots els europeus que arribessin al seu territori; el cerimonial emprat en la recepció d'ambaixadors a la cort singalesa quedava abolit i el mateix cerimonial més simple s'empraria per ambdues parts.
A la cort hi havia un partit que donava suport pel tron al príncep de Kilakarai, fill d'una germana d'una reina Kundasala que Falck podia utilitzar com a pressió. El rei va ratificar el tractat a Hanguranketa. El regne quedava ara dependent completament de la Companyia per tot allò que no podia produir localment. La contrapartida era que els neerlandesos havien de mantenir una tropa important a l'illa de manera permanent, que s'emportava part dels beneficis. D'altra banda el conflicte amb el Thever havia obligat als neerlandesos a retirar per un temps la seva factoria a Kilakarai però fou restaurada el 1747, però el 1758 la factoria fou altre cop atacada pel Thever i els vaixells confiscats, fins que la pau es va acordar el 1759 (els vaixells confiscats foren retornats). Falck va voler arranjar la situació a la zona i va aprofitar que ara hi havia regnant a Ramnad un menor d'edat i va pactar amb Thamotharam Pillai, el regent, la venda del passatge de Pamban (Paumben), amb dret il·limitat d'ús pels ciutadans de Ramnad.

## Organització de l'administració als territoris de la Companyia
Els nous districtes foren organitzats administrativament. A Puttalam hi havia pocs singalesos i la majoria dels habitants eren musulmans i mukkuwes que s'hi havien establert abans dels musulmans i que eren en part cristians i en part musulmans. Els caps titulats wànnies (probablement de ètnia mukkuwa) eren 12 i eren hereditaris. A Batticaloa també hi havia un consell de caps similar al de Puttalam. El 1771 es va obrir un canal de Kotte al llac Moratuwa (que seguia a un canal obert entre Negumbo i el Maha Oya). Es va establir una actitud tolerant amb la religió; el culte budista a Kelaniya, Attanagalla i Warana no va patir més interferències i Falck va visitar fins i tot (més d'una vegada) el lloc sant de culte de Mulgirigala. Algunes costums dels musulmans foren recollides per la llei (en matèria d'herència sobretot). Per destruir la influència de Goa sobre els catòlics locals, es va establir que els protestants de l'illa tindrien preferència en els càrrecs; també es va permetre als tàmils mantenir el seu culte hinduista i celebrar processons.

## Evolució del regne
El rei pel seu costat havia tornat a la seva capital; els lleials van ser recompensats mentre els musulmans, considerats traïdors, expulsats de diversos districtes dels dominis reials. Va enviar quatre ambaixadors a Jakarta per presentar objeccions al tractat signat, però no va aconseguir cap modificació. La Dent Sagrada va ser posada en un nou temple o Maligawa, que es va construir al costat del palau, després d'estar amagada tres anys a una cova a Kevulgama sota custòdia de Rambukwelle Unanse. Amb una gran cerimònia la relíquia fou restaurada al seu lloc i se li van fer riques ofrenes des de molts pobles. El temple de Gangarama (destruït per Van Eck) fou restaurat; un nou temple es va construir a Kundasala; el temple de Ridi Vihara fou reconstruït. Tots els caps religiosos de l'illa, incloent els dels territoris de la Companyia, anaven a la cort a rebre els seus nomenaments i esdevenien de fet els seus partidaris; el rei també influïa en els mudaliyars. Les ambaixades anuals de la Companyia a la cort van continuar i el 1769 va assistir al quart enllaç del rei amb una princesa del sud de l'Índia (en total va tenir 6 esposes); en aquest temps el Thever de Ramnad havia estat sotmès pel nawab del Carnàtic (que tenia el suport britànic) i ara aquest reclamava una part de les pesqueries de perles. La Companyia va iniciar amb ell difícils i llargues negociacions. Es diu que el nawab estava instigat pels britànics que tenien aspiracions sobre Ceilan i havien enviat una ambaixada a Tanjore el 1772. El 1775 el rei de Kandy va reclamar el repartiment de les pesca de perles i la petició es va repetir el 1776 junt amb la petició de restitució d'una part de la costa; les dues demandes foren rebutjades.

## Problemes al país tàmil i al país Wanni
Successives males collites al nord van reduir la població de Jaffna a la fam i es van iniciar disturbis. Al mateix temps els caps de Wanni (els wànnies) s'havien fet cada cop més independents i desafiants, fins al punt que al país ja no es podia fer res sense el seu consentiment. La Companyia va decidir posar el país sota domini directe i va enviar al tinent Nagel, anteriorment destacat a Mannar, que ho va aconseguir no sense dificultats sobretot per part de dos caps menors (Wannichchis), Nella Nachchi i Chinna Nachchi; el primer havia succeït el 1765 al germà de la seva mare, Dom Caspar Nalla Mapane, que havia estat destituït el 1762 acusat de desobediència, en el govern de la divisió de Panangaman; el segon va fugir a la cort reial després va tornar a Wanni i es va establir a Mullaitivu. Nagel va assolir el govern del país havent de pagar un tribut anual d'arròs a la Companyia; Nagel tindria una força de policia per controlar la zona; la seva administració, des del punt de vista colonial, fou considerada un èxit. Va compilar una història del districte i un estat dels seus recursos.

## Guerra amb els britànics
Havia esclatat la guerra entre Anglaterra i les seves colònies americanes i el febrer de 1778 aquestes van entrar en una aliança amb França i després amb Espanya. Un conflicte amb els Països Baixos, va portar la flota d'aquest estat al costat dels aliats. El conflicte es va estendre per l'Índia, i la Companyia, que per la seva constitució era l'encarregada de la protecció del territori asiàtic, va haver de aixecar tres regiments de mercenaris europeus a un preu molt alt; ja era massa tard; les factories de la Companyia a la costa sud de l'Índia foren ràpidament ocupades pels britànics. El novembre de 1781 va caure Nagapatnam i llavors una flota britànica manada per Sir Edward Hughes es va dirigir a Trincomalee, on va arribar el 4 de gener de 1782. Aquest port era essencial pels neerlandesos però mai hi havia hagut diners per fortificar-lo adequadament i fou capturat sense problemes. El Fort Ostenburg amb una guarnició de 400 homes, es va rendir el dia 6.
Els britànics planejaven capturar Colombo i tallar el comerç de canyella per forçar als neerlandesos a entregar l'illa. Si el temps no permetia controlar Colombo per mar, els vaixelles anirien a Jaffna i la ocuparien. Es confiava amb l'ajut del rei de Kandy a canvi de la restitució d'allò perdut el 1766. Els britànics van enviar un ambaixador a la cort, de nom Hugh Boyd, un irlandès intel·ligent de classe baixa, segon secretari de Lord Macartney (governador de la Presidència de Madràs), que va sortir de Trincomalee el 5 de febrer amb un seguici, però en aquesta data el rei ja havia mort.
El rei havia patit un accident de cavall que l'havia deixat al llit i finalment li va causar la mort el 2 de gener de 1782. No deixava fills de la seva Ran Doliya principal i el va succeir el seu germà petit amb el nom de Raja Adhiraja Sinha (Sri Rajadhi Rajasinha). La missió de Boyd no va poder tenir bons resultats; va aconseguir que els singalesos subministressin provisions a les forces britàniques però un tractat d'aliança amb Gran Bretanya o una declaració de guerra a la Companyia foren refusats. Boyd va tornar a Trincomalee i mentre Hughes que havia tornat a Madràs per provisions (deixant guarnició a Trincomalee) fou interceptat per la flota francesa del almirall Pierre André de Suffren Saint Tropez i va haver de lliurar una llarga però indecisa batalla (15 de febrer de 1782). Boyd mentre, va arribar a Trincomalee el 26 de març ; la guarnició havia estat reforçada però el seu vaixell ja havia sortit; va llogar un petit vaixell i va sortir camí de Madràs però va tenir la mala sort de topar amb l'almirall Suffren que el va fer presoner. El 12 d'abril Suffren va presentar batalla a la flota britànica a la badia de Trincomalee; les dues parts van tenir moltes baixes (567 morts els britànics) i finalment els francesos es van retirar.
Els britànics van rebre poca ajuda dels singalesos; molts dels portadors o sepoys van desertar. Els vaixells britànics es van estacionar prop de Manar i la Companyia, per anticipar-se a un desembarcament a Chilaw (el fort de la qual estava en mal estat) va enviar forces a la zona i va establir un sistema de senyals lluminosos a tota la costa fins a Colombo per alertar de la proximitat de l'enemic. Mentre les fortificacions de Colombo eren reforçades sota supervisió de un funcionari de nom Rymers que es va dedicar a robar a la Companyia; una situació d'indisciplina dominava entre les forces militars. Els forts de Negumbo i Puttalam també estaven en mal estat i les guarnicions eren sobretot tupasses (descendents d'antics esclaus i que eren cristians) i malais, establerts als pobles de la rodalia; una gran part del fort de Puttalam es va trobar ocupat per una dona francesa i la seva filla.
El 27 d'agost l'almirall Suffren, que havia estat rebutjat a Galle i a Batticaloa, es va presentar sobtadament a Trincomalee, va desembarcar i va muntar bateries; en tres dies el fort es va rendir i es va permetre als soldats anglesos retornar a Madràs. Suffren des de Trincomalee, va poder bloquejar Madràs i els habitants van ser afectats per la fam. Els plans britànics se'n havien anat a rodar, en benefici final dels neerlandesos. En els servidors de la Companyia no es podia confiar, i Raket, comandant de Jaffnapatnam, va entrar en correspondència amb l'enemic; de fet, els termes de la rendició van estar a punt i només el fracàs dels britànics per arribar a Jaffna van salvar aquesta posició per als neerlandesos durant alguns anys més. Trincomalee va ser finalment restaurada a la Companyia pels francesos el 1784, juntament amb la resta de les seves factories desmantellades a l'Índia.

## Govern de Van der Graaf
Falck va morir el 5 de febrer de 1785 a la seva residència de Malwatta prop de Nagalagama, després d'una curta malaltia. Dos dies després assolia el govern el comandant de Galle Wilhelm Jacob van der Graaf, un oficial de gran habilitat; al mes següent el vell Abayasinha, mudaliyar de la guàrdia de Galle, fou nomenat Maha Mudaliyar (va conservar el càrrec fins a la seva mort el 1794).
El rei va insistir en el restabliment del cerimonial dels ambaixadors que anaven a la cort i la restitució de la costa occidental cedida, i les relacions entre la Companyia i la cort van entrar en una etapa difícil. També les exigències del nawab sobre les pesqueries de perles van posar en dificultats al nou governador; es va intentar un tractat el 1785 que fou rebutjat pel nawab. Les pesqueries estaven aturades des de 1768. El governador de Madràs, Sir Archibald Campbell, era amic personal de Van der Graaf, i va influir en el nawab per aconseguir un acord que es va signar a Colombo el 7 de juliol de 1788 entre Van der Graaf i l'agent del nawab James Buchanan, pel qual la Companyia cedia al nawab la meitat de les pesqueries de Tuticorin i el dret a 36 bots de pesca a les pesqueries de Ceilan; l'agent del nawab a les Pesqueries podria utilitzar la bandera del Carnàtic i tenir una guàrdia militar separada sempre que complís amb les regulacions sobre pesqueries de la Companyia.

## Aliança contra França
El 15 d'abril de 1788 es va signar a la Haia un tractat d'aliança amb la Gran Bretanya pel qual aquest estat ajudaria als neerlandesos en cas que algun dels seus establiments fos amenaçat o atacat per França. El setembre de 1789, després de la Revolució, Lord Cornwallis, va escriure a Colombo, assegurant la vigència del tractat. Aquestes bones relacions van permetre a Van der Graaf obtenir subministraments dels establiments britànics en un moment en què a Ceilan hi havia manca de productes. El 1790 Lord Cornwallis va demanar ajut a Van der Graaf contra Tippu Sultan del Regne de Mysore que havia atacat al raja de Travancore (aliat britànic) i va demanat als neerlandesos de estar alerta contra els francesos.
Els francesos havien començat a negociar amb el rei de Kandy que els havia cridat demanant protecció contra la Companyia. La zona de Chilaw, administrada des de Colombo, estava agitada, i el rei va insistir en nomenar el seu propi cap a la zona, i Van der Graaf va haver d'accedir per evitar una revolta dels habitants a favor del rei. També hi va haver disturbis al disawani de Colombo i en algun altre lloc. Era evident que els singalesos del territori de la companyia mostraven un gran respecte i fidelitat al rei. Els lascarins enviats als llocs de producció de sal confraternitzaven amb les forces reials i els venien armament. Algunes epidèmies també van afectar els territoris de la Companyia, epidèmies que no passaven als territoris reials en quedar protegits per una frontera natural selvàtica. La manca de blat i arròs afectava a les forces militars de la Companyia i el preu d'aquests productes (o altres) no va parar de pujar. Finalment el rei va tancar la frontera (kadawatu) i era evident que les hostilitats no tardarien.
Van der Graaf va entrar en correspondència amb Pilima Talauwa, un fill de l'adigar del ex-rei Kirti Sri Raja Sinha que ara era disawa; encara que els detalls no són clars, el governador hauria ofert a aquest la presa de possessió de Sabaragamuwa; el juny de 1791 el governador va enviar al coronel de Meuron amb un regiment de mercenaris suïssos al servei de la Companyia, recolzat per un cos d'neerlandesos, malais i lascarins, cap al disawani de Pilima Talauwa, que s'havia d'unir a aquesta forces; però al arribar no van trobar un anima ni tampoc provisions. De Meuron, que va avançar fins a Kendangomuwa, es va trobar aïllat del gruix de l'expedició i va patir durant tres dies pluges torrencials, retard que li va permetre finalment retirar-se a Sitawaka, comunicant els fets a Van der Graaf, que esperava a Hanwella.

## Arranjament amb el rei
El consell de Batàvia va veure incrementades les seves preocupacions financeres per la intrusió de danesos i americans; les relacions amb el raja de Cochin, aliat britànic, van empitjorar i, per tant, el govern de Ceilan va rebre instruccions d'evitar problemes amb el rei de Kandy. No obstant el rei va decidir per iniciativa pròpia obrir la frontera el 1792. El rei va exigir per les activitats amb la canyella (que es pelava) que només es podrien fer si els neerlandesos enviaven l'ambaixada anual, cosa que van haver de fer des de 1793.

## Situació social
Es va introduir la fabricació de roba a Chilaw, Colombo i Matara a més del que ja es produïa a Batticaloa, Mannar i Puttalam; el gruix del cotó era obtingut de Set Korales i Nuwara Kalawaya. Es va obrir una plantació de sucre a Kalutara, i es va establir un comerç de sucre i rom entre Colombo i Galkissa. Van der Graaf va reduir el nombre de regiments mercenaris a dos però tot i així les despeses militars continuaven sent massa elevades. Es van buscar noves fonts d'ingressos però no podien compensar les despeses. A més la corrupció estava molt estesa. Per aquest temps el comerç ja estava gairebé tot en mans dels burghers.
Es calcula que el regne tenia prop de mig milió d'habitants al tombant del segle. Les lleis i costums no havien evolucionat des dels temps del regne de Kotte; s'havia produït un estancament intel·lectual, material i moral; la vida era sovint un malson; la feina pesada, calia lluitar per menjar i per una mica de roba, l'única distracció era una visita al temple; les comoditats eren desconegudes i la riquesa inaccessible; el comerç era escàs i el poc que existia era monopolitzat pels poderosos; no hi havia fabriques i la quantitat de moneda en circulació estava estrictament limitat; els diners que ingressava el rei eren probablement menys que la de alguns dels mudaliyars al servei de la Companyia. No hi havia obra pública fora dels edificis religiosos; els singalesos no podien aspirar a res i no tenien interès en conrear més del que necessitaven per les necessitats bàsiques de la vida; estaven agraïts quan la seva vida era segura i el seu camp no era saquejat i feliços quan podien obtenir alguna moneda per la venda de les seves collites.
Les monedes en circulació eren nombroses: les monedes singaleses de plata (ridi o laryn), de coure (massa) i d'or (fanam), junt amb monedes portugueses (emeses a Goa i a Colombo durant el domini portuguès), perses, alemanyes i espanyoles; les mes populars eren el duits de coure encunyades per les províncies neerlandeses, junt amb els stivers de plata, els schellings, els florins i els ducatoons; pagodes d'or foren encunyades a Tuticorin i altres pagodes ho foren a l'Índia del sud i foren acceptades segons el valor del seu metall comparat amb el ducatoon. Les encunyacions locals eren de coure (stivers) dels quals 30 equivalien a una lliura, o fraccions de stiver; també es van encunyar algunes rúpies de plata. Després de 1780 Van der Graaf va haver de emetre un paper moneda anomenat Kredit Brieven, pagable al portador en coure a una quantitat fixada. En 10 anys el ducatoon que valia només a 80 stivers es venia en subhasta a 100 stivers i fins i tot la meitat s'havia de pagar en plata.

## Guerra contra França
A final del 1793 es va saber que França havia declarat la guerra als Països Baixos i Gran Bretanya. Les forces militars a Ceilan eren de 4000 infants incloent els regiments de mercenaris del comte de Meuron i de Wurtemberg, i 700 artillers. Hi havia dos cossos de lascarins que manaven el Maha Mudaliyar a Colombo i el Atapattu Mudaliyar a Galle i alguns destacaments musulmans a Batticaloa. Es van donar ordres de mantenir els forts en estat de defensa i Trincomalee fou posat a disposició dels vaixells britànics. Karikal i Pondichery foren aviat ocupats pels britànics però les naus franceses van arribar a les aigües de l'Índia. Van der Graaf va enviar 800 homes per ajudar a defensar la costa de l'Índia però va demanar protecció a Fort Saint George, però en aquest temps Van der Graaf fou designat Director General a Batàvia i el 10 de gener de 1794 el seu sogre Johan Gerard van Angelbeek va arribar des de Coromandel per succeir-lo. Van der Graaf va romandre encara uns mesos a Colombo (i va assistir l'abril a l'enterrament del Maha Mudaliyar Abayasinha que havia mort amb 75 anys) i no va embarcar fins a l'agost de 1794.

## Conflicte amb els britànics
Els neerlandesos van capturar un vaixell britànic carregat de peces d'or a l'agost, al·legant el monopoli del comerç segons vells tractats datats el 1690. Els neerlandesos insistien que tots els vaixells comerciant a la costa havien d'obtenir autorització neerlandesa. El governador de la Presidència de Madràs, Lord Hobart, va refusar reconèixer aquesta pretensió. Finalment el juny de 1795 van Angelbeek va acordar sotmetre el litigi als respectius governs europeus.
Mentre el desembre de 1794 els francesos havien ocupat els Països Baixos establint-se allí la república Batava aliada a França. Quan la noticia fou coneguda a Ceilan, Lord Hobart va enviar un missatge del sobirà dels Països Baixos exiliat, datat el 7 de febrer de 1795, en el que demanava a Van Angelbeek admetre els vaixells i soldats del rei de la Gran Bretanya en els territoris al seu càrrec, i que els tractés com aliats vinguts per protegir els establiments dels francesos. Hobart va reclamar la possessió immediata de tots els dominis neerlandesos amb la promesa de retornar aquestes possessions al moment en què la independència dels Països Baixos fos restablerta en una pau general. Es va comprometre a mantenir les lleis i costums, a no imposar noves taxes i a instaurar la llibertat plena del comerç intern; els oficials podrien servir al rei de la Gran Bretanya. Advertia a més que una força britànica (sota el coronel Stuart) sortiria de Trincomalee (on hi havia la flota del comodor Rainer) per liquidar qualsevol resistència a la proposada ocupació. El consell va replicar que el sobirà no deia res d'entregar la colònia a Gran Bretanya però que estaven disposats a donar assistència als seus vaixells i rebre guarnicions a Colombo i Trincomalee les despeses de les quals pagaria el govern de la Presidència de Madràs. Els britànics van refusar al·legant que la resposta només estava signada pel governador i no per tot el consell. Stuart va desembarcar però finalment van ocupar Trincomalee que va capitular (26 d'agost de 1795); cinc dies després es rendia Fort Ostenberg i s'establia un govern militar sota Patrick Alexander Agnew; tropes britàniques foren enviades a ocupar Batticaloa. Els neerlandesos van veure que la guerra era inevitable i van començar a reforçar les defenses de Colombo. L'artilleria va ser reorganitzada de manera que es va dirigir a tots els punts dels que s'esperava perill i es van plantejar nous emplaçaments; la regió circumdant va ser netejada d'arbres i de les cases que podrien impedir l'acció de les armes de foc, i els musulmans foren organitzats en tres companyies; els tancs d'aigua dins de la fortalesa estaven plens d'aigua potable, i tots els pous privats es van netejar i es van posar en ordre. Es va recollir una gran quantitat de queviures i peix sec, d'arròs i d'arrack que foren guardats en magatzems mentre que les persones de fora que van buscar refugi dins les muralles se'ls va ordenar que portessin amb ells provisions suficients per a sis mesos. La canyella recollida en les diverses estacions remotes va ser portat a les botigues a Colombo, encara que molt va haver de ser abandonat a Galle per falta de mitjans de transport.

## Acord dels britànics amb el regne
El rei de Kandy va ordenar subministrar als britànics i un ambaixador, Robert Andrews, un mercader, fou rebut pel rei el 29 de setembre. Pilima Talauwa i Erawwawala, els adigars reials, i el consell de ministres van rebre una petició de cessió d'algun territori del rei on els britànics poguessin establir un fort i una factoria; era imprescindible que els neerlandesos no hi tinguessin cap dret; els ministres van demanar pel seu costat que cap territori capturat als neerlandesos pogués ser mai retornat a aquests. Andrew no podia garantir això però va assegurar que els districtes interior capturats als neerlandesos serien entregats al rei; també va demanar el monopoli comercial igual que el que gaudien el neerlandesos, però els ministres van preferir reservar-se el dret de cedir aquests drets comercials a qualsevol que els pagués millor. Un tractat preliminar fou signat el 12 d'octubre de 1795.

## Conquesta britànica
Mentre una força britànica havia desembarcar a Punta Pedro on se'ls van unir homes procedents de Nagapatnam, i van avançar cap a Jaffna. El 28 de setembre Stuart va enviar un ultimàtum a la guarnició de Jaffna que estava formada per alguns sepoys i alguns oficials invàlids; no hi havia resistència possible i el fort de Jaffna es va rendir sense disparar un tret.
Lord Hobart va ratificar que l'expulsió total dels neerlandesos només podia ser decidida a Europa provocant la decepció dels singalesos però finalment es va signar un tractat el 12 de febrer de 1796, que establia el lloc de la factoria britànica, preferència comercial, restauració al rei de tots els territoris ocupats per la força incloent alguns llocs on es feia sal i un dret limitat de comerç exterior i protecció de la religió budista. El tractat fou signat per Dumbara Rala i havia de ser ratificat pel rei però quan el tractat fou portat a Kandy la situació havia canviat com després veurem.
En aquest temps van arribar dos vaixells procedents de Batàvia informant del tractat entre els Països Baixos i França i es va ordenar retirar cap a Colombo a totes les tropes que hi havia a Jaffna, Manar i Wanni. Jaffna ja havia caigut en mans britàniques i poc després Agnew presentava a Colombo una carta de Lord Hobart en el que informava a Van Angelbeek que el regiment mercenari (format sobretot per francesos i neerlandesos) del comte de Meuron havia passat al servei dels britànics per un acord oficial del 30 de març de 1795 i el comminava a deixar anar als homes del regiment per poder servir amb els britànics. Van Angelbeek va enviar una replica desafiant a Lord Hobart; molts dels mercenaris no volien servir als britànics; finalment la seva sortida fou permesa i els neerlandesos tot seguit van haver d'abandonar Galle i l'artilleria i municions foren enviades a Colombo. Els vaixells britànics eren a la costa i fins i tot desembarcaven per obtenir provisions, i cada cop s'acostaven més a Colombo; les ordres eren no disparar més que sota ordres del governador, però aquesta ordre mai va arribar. Un vaixell francès manat per un neerlandès va oferir capturar als vaixells britànics si se li donava artilleria i artillers, oferta que fou rebutjada.
El gener de 1796 el coronel Stuart es va situar a Rameswaram i el dia 10 va avançar des de allí amb bots que cada nit feien terra, No va trobar oposició i els oficials de la Companyia a Kalpitiya i Chilaw es van retirar cap a Colombo; una força que era al riu Kaymel (prop de Negombo) va seguir l'exemple. Cap soldat es va trobar a Negombo que fou ocupada i allí se'ls hi va unir Wikramasinha Mudaliyar, que a més els va aprovisionar. Stuart va arribar al Kelani Ganga sense oposició.
Tot i la marxa del regiment Meuron, encara ho havia 2500 europeus, malais, musulmans i sepoys per defensar Colombo a més de 500 fers xàlies i els lascarins; aquesta força podia desafiar a un exèrcit invasor des de darrere de les muralles. El pas del Kelani no seria fàcil, ja que estava defensat per bateries des de Colombo. Les tropes de la Companyia ocupaven la riba des del pas Betal fins a Nagalagama. El 9 de febrer el gruix dels defensors es va retirar cap a Mutwal i els britànics van començar a creuar i els soldats de la Companyia es van retirar; els britànics van ocupar una posició des de la que podien ser recolzats pels seus vaixells des de la costa. Les forces reials també s'acostaven a Colombo des de l'est. Al fort de Colombo tot era confusió i la disciplina va deixar d'existir, els soldats van perdre la moral i els oficials no es volien arriscar; es van retirar cap a Korteboom, barriada protegida per un bosc; una fragata britànica es va acostar al port i alguns oficials van ordenar disparar però foren arrestats per fer-ho sense ordres del governador.
El 12 de febrer un cos de malais, va fer una sortida de Colombo i se'ls van unir alguns "desertors" del regiment Meuron i el coronel francès Raymond (del regiment Luxemburg) però foren rebutjats altre cop cap al interior i Raymond va morir. Els britànics es van acostar a Korteboom i la porta de Kayman fou tancada i tot l'exèrcit es va retirar al castell, deixant darrere només uns pocs malais com a defensa. El 13 de febrer els britànics van arribar a la porta i van acampar prop de les ruïnes de la bateria portuguesa. Van Engelbeek va obrir negociacions secretes i tot combat es va aturar.
El dia 14 de febrer el major Agnew va arribar a la porta de Kayman i el propi Van Eneglbeek el va dirigir cap el Castell on fou rebut pel consell. A la tarda va retornar a les seves línies i van córrer rumors de armistici i les tropes es mostraven properes a l'amotinament per por a ser traïts. Al matí del dia 16 hi van haver algunes canonades contra la casa del governador i poc després es va anunciar que les hostilitat s'aturaven. Poques hores després l'illa es rendia als britànics i els defensors de Colombo sortien de la fortalesa. Es diu que Van Engelbeek s'havia venut als britànics i de fet va fer menys trets de canó en defensa de Colombo que els que es feien a vegades com honor per a una carta del rei de Kandy.

## Governadors
- 13 Març 1640 - 1 Agost 1640 Willem Jacobszoon Coster (comandant a Galle)
- 1640 - 1646 Jan Thyszoon Payaart (governador a Galle)
- 1646 - 1650 Joan Matsuyker (governador a Galle)
- 1650 - 1653 Jacob van Kittensteyn (governador a Galle)
- 1653 - 1660 Adriaan van der Meyden (governador a Galle fins 1656, després a Colombo)
- 1660 - 1661 Ryklof van Goens
- 1661 - 1663 Adriaan van der Meyden (segona vegada)
- 1663 Ryklof van Goens (segona vegada)
- 1663 - 1664 Jacob Hustaert
- 1664 - 1665 Adrian Roothaes (interí)
- 1665 - 1675 Ryklof van Goens (tercera vegada)
- 1675 - 1680 Ryklof van Goens de jonge
- 1680 - 1693 Laurens van P
- 1693 - 1695 Thomas van Rhee
- 1695 - 1695 Paulus van Rhoo (interí)
- 1695 - 1697 Thomas van Rhee (segona vegada)
- 1697 - 1702 Gerrit de Heere
- 1703 - 1707 Cornelius Johannes Simonszoon
- 1707 - 1716 Hendrik Bekker
- 1716 - 1723 Isaac Augustin Rumpf
- 1723 - 1724 Arnold Moll (interí)
- 1724 - 1725 Johannes Hertenberg
- 1725 - 1726 Jan Paulus Schagen ((Joan Paul Schaghen, interí)
- 1726 - 1729 Petrus Vuyst
- 1729 - 1732 Stephanus Versluys
- 1732 - 1732 Gualterus Woutersz (interí)
- 1732 - 1734 Jacob Christiaan Pielat (comissionat)
- 1734 - 1736 Diederik van Domburg
- 1736 Jan Macaré (interí)
- 1736 - 1740 Gustaaf Willem, baron van Imhoff
- 1740 - 1742 Willem Maurits Bruyninck
- 1742 - 1743 Daniel Overbeck
- 1743 - 1751 Julius Valentyn Stein van Gollenesse (Golnesse)
- 1751 - 1752 Gerard Joan Vreela
- 1752 Jacob de Jong (interí)
- 1752 - 1757 Joan Gideon Loten
- 1757 - 1762 Jan Schreuder
- 1762 - 1765 Lubbert Jan, baron van Eck
- 1765 Anthony Mooyaart (interí)
- 1765 - 1785 Iman Willem Falck 
  - 8 de gener de 1782 - 30 d'agost de 1782 Edward Hughes, comandant militar britànic a Trincomalee
  - 30 d'agost de 1782 - gener de 1784 Pierre André de Suffren Saint Tropez, comandant militar francès a Trincomalee
- 1785 - 1794 Willem Jacob van de Graaff
- 1794 - 16 de febrer de 1796 Johan Gerard van Angelbeek